# Universal Audio (компанія)
Universal Audio — американська компанія, створена 1958 року.

## Історія
Засновником компанії став Білл Патнем-старший (1920—1989). 1946 року він створив корпорацію Universal Recording, експериментуючи з технологіями звукозапису та необхідною апаратурою. Зокрема, переїхавши за рік в будинок Громадської опери Чикаго, у великій залі було записано композицію The Harmonicats «Peg o'My Heart», в якій можна почути незвичне на той час звучання штучної реверберації. Протягом наступних років компанія Патнема стала автором декількох інновацій у сфері звукозапису, створивши кабінку для запису голосу або записуючи голос на плівку декілька разів, та разом з Лесом Полом і Томом Даудом однією з перших стала використовувати 8-доріжкові магнітофони. 1957 року Патнем продав Universal Recording та переїхав до Голлівуду, де заснував компанію United Recording, а 1961 року викупив сусідню будівлю, започаткувавши там компанію United Western Recorders. Патнем плідно співпрацював з тогочасними зірковими співаками, такими як Бінг Кросбі та Френк Сінатра, та одним з перших усвідомив важливість стереозапису, створюючи стереомікси у своїх студіях.
Компанія Universal Audio заснована 1958 року як продовження звукозаписувального бізнесу Патнема. Її призначенням було створення сучасного музичного обладнання для використання в студії. Серед продуктів Universal Audio — мікшерні пульти Studio Electronic із ламповими модулями UA 610-A та UA 610-B. Окрім цього, Патнем заснував компанію Universal Recording Electronics Industries (UREI), яка виробляла аналогові компресори 1176, та 1967 року придбав фірму Teletronix, що виробляла компресори LA-2A та LA-3A. У вісімдесяті роки бренд UREI продали компанії Harman Industries.
За десять років після смерті Патнема-старшого, 1999 року компанію Universal Audio відродили його сини — Джеймс Патнем та Білл Патнем-молодший. Під їхнім керівництвом компанія почала перевидання компресорів 1176LN та LA-2A, а потім зосередилася на виданні цифрових плагінів для звукозапису. Серед сучасної продукції Universal Audio аудіоінтерфейс Apollo (2012 рік), робоча станція LUNA (2020), сервіс підписок на цифрові плагіни UAD Spark (2022) та педалі гітарних ефектів UAFX.
2000 року Білл Патнем-старший посмертно отримав Технічну премію «Греммі», а 2009 року цю премію вручили компанії Universal Audio за внесок у технології виробництва музики.